# さよならモロッコ
『さよならモロッコ』は、1974年公開の日本の映画。主演、製作、脚本、監督、音楽を愛川欽也が務めた。

## ストーリー
モロッコのマラケシュに到着したCMディレクターの岡田正夫は、ロケハンのため砂漠をジープで走っていて、一人の女性と出会う。彼女マリーテレーズはパリの女優の卵で、恋愛と仕事に挫折し、この地へやってきたのであった。二人は互いに惹かれあっていくのだが……。

## 概要
1974年公開。有楽町にある東宝系の映画館「シネマ2」を「貸し小屋」として上映された。
当時マルチタレントとして活動し、深夜放送のラジオ番組『パックインミュージック』のDJでも人気の高かった愛川欽也が、私財を投げ打ったうえ借金もし、仕事を休んで一か月をかけ、モロッコでのロケを敢行して撮影された映画である。元々は愛川のプライベート・フィルムであるにもかかわらず、友人・知人の援助を得て、ロードショー劇場での公開にこぎつけた。劇場用パンフレットも用意され、それには白石冬美、野沢那智、永六輔、小室等、天地真理、落合恵子、和田誠、黒田征太郎らのコメントが寄せられている。また、サウンドトラックのEPレコードも発売された。
当初は不入りだったが、『パックイン~』で話題にしたところ、リスナーの長距離トラック運転手が大勢詰め寄せたという。この情に篤い様を見、トラッカーにシンパシーを感じた愛川は、1975年に『トラック野郎・御意見無用』の企画を東映に持ち込むことになる。
2008年4月、ファミリー劇場で愛川欽也が司会の『キンキンのコーヒーブレイク』が開始されることに伴い、記念として放送された。2014年現在、DVDソフト化されていない。

## キャスト
- 岡田正夫：愛川欽也
- マリーテレーズ：クロディーヌ・バード
- 村さん：穂積隆信

## スタッフ
- 製作・脚本・音楽・監督：愛川欽也
- 撮影：阿久津悦夫
- 編集：熱海鋼一
- 照明：富田邦次
- 録音：木村勝秀
- 製作マネージャー：檜山秀樹

## サウンドトラック
CBSソニーレコードより発売。作詞作曲：愛川欽也／歌・トビー
- A面：『愛のエトランゼ』
- B面：『さよならモロッコ』

東宝レコードより発売。作曲、セリフ：愛川欽也。
- A面：『さよならモロッコ』
- B面：『愛のエトランゼ』